# Genoa Cricket and Football Club 1902
Questa voce raccoglie le informazioni riguardanti il Genoa Cricket and Football Club nelle competizioni ufficiali della stagione 1902.

## Stagione
Vengono ingaggiati gli svizzeri Alfred Cartier, Karl Senft e Attilio Salvadè e gli italiani Giovanni Foffani, Vieri Arnaldo Goetzlof e Bella, mentre Francesco Calì, Salvatore Calì e Federico D'Amato vengono ingaggiati dall'Andrea Doria.
Dopo aver giocato in Medaglia del Re il 15 febbraio contro il Milan, rimediando una sconfitta per 4-1, il Genoa iniziò il suo quinto campionato.
Superate le eliminatorie regionali e interregionali, in cui disputa il primo derby contro l'Andrea Doria, affronta ed elimina in semifinale a Torino il Torinese.
In finale ritrova il Milan, che affronta in casa grazie a un accordo con il club milanese, che per un rimborso spese di 15 lire a giocatore accetta di giocare fuori casa benché come campione in carica avesse il diritto di giocare tra le mura amiche. L'incontro terminò con la vittoria per 2-0 dei genovesi.
Nel 22 ottobre 1902 il Genoa è la prima società italiana a fondare una selezione giovanile calcistica su proposta di Attilio Salvadè.

## Divise
La maglia per le partite casalinghe presentava i colori attuali (anche se la dicitura ufficiale era rosso granato e blu) ma a differenza di oggi il blu era posizionato a destra e la maglia era una camicia.
La seconda maglia era la classica maglia bianca con le due strisce orizzontali rosso-blu sormontate dallo stemma cittadino.

## Organigramma societario
Area direttiva
- Presidente: George Fawcus

Area tecnica
- Capitano/Allenatore: James Spensley

## Rosa[1]
| N. |                        | Ruolo | Calciatore             |
| -- | ---------------------- | ----- | ---------------------- |
|    | Inghilterra (bandiera) | P     | James Spensley         |
|    | Italia (bandiera)      | D     | Bella                  |
|    | Svizzera (bandiera)    | D     | Alfred Cartier         |
|    | Italia (bandiera)      | D     | Ernesto De Galleani    |
|    | Italia (bandiera)      | D     | Alberto Delamare       |
|    | Italia (bandiera)      | D     | Fausto Ghigliotti      |
|    | Galles (bandiera)      | D     | Howard Passadoro       |
|    | Italia (bandiera)      | D     | Edoardo Pasteur        |
|    | Italia (bandiera)      | D     | Paolo Rossi            |
|    | Svizzera (bandiera)    | D     | Karl Senft             |
|    | Italia (bandiera)      | C     | Silvio Piero Bertollo  |
|    | Italia (bandiera)      | C     | Giovanni Foffani       |
|    | Italia (bandiera)      | C     | Vieri Arnaldo Goetzlof |
|    | Svizzera (bandiera)    | C     | Attilio Salvadè        |
|    | Italia (bandiera)      | C     | Oscar Schöller         |

| N. |                        | Ruolo | Calciatore          |
| -- | ---------------------- | ----- | ------------------- |
|    | Inghilterra (bandiera) | A     | Joseph William Agar |
|    | Italia (bandiera)      | A     | Giovanni Bocciardo  |
|    | Italia (bandiera)      | A     | Federico D'Amato    |
|    | Svizzera (bandiera)    | A     | Henri Dapples       |
|    | Inghilterra (bandiera) | A     | George Fawcus       |
|    | Italia (bandiera)      | A     | Aristide Parodi     |
|    | Italia (bandiera)      | A     | Enrico Pasteur      |
|    | Italia (bandiera)      | A     | Emanuele Queirolo   |
|    | Italia (bandiera)      |       | Hector Bayon        |
|    | Italia (bandiera)      |       | Beretta             |
|    | Inghilterra (bandiera) |       | Delaware            |
|    | Italia (bandiera)      |       | Lavarello           |
|    | Italia (bandiera)      |       | Paganelli           |
|    | Italia (bandiera)      |       | Rossi               |

## Calciomercato
| Acquisti | Acquisti       | Acquisti | Acquisti   |
| R.       | Nome           | da       | Modalità   |
| -------- | -------------- | -------- | ---------- |
| D        | Bella          | Juventus | definitivo |
| D        | Alfred Cartier | Milan    | definitivo |

| Cessioni | Cessioni         | Cessioni     | Cessioni   |
| R.       | Nome             | a            | Modalità   |
| -------- | ---------------- | ------------ | ---------- |
| C        | Salvatore Calì   | Andrea Doria | definitivo |
| A        | Francesco Calì   | Andrea Doria | definitivo |
| A        | Federico D'Amato | Andrea Doria | definitivo |

## Risultati

### Campionato Italiano di Football

#### Eliminatoria ligure
| Arbitro: | Weber (Torino) |

|                    |           |           |
| Pasteur II Salvadè | Marcatori | Bolognini |

#### Eliminatoria interregionale ligure-lombarda
| Arbitro: | Weber (Torino) |

|       |           |  |
| Senft | Marcatori |  |

#### Semifinale
| Arbitro: | Kilpin (Milano) |

|                      |           |       |
| Cagnassi 5’ Verdun ? | Marcatori | 10’ ? |

#### Finale
| Arbitro: | Savage (Torino) |

|                            |           |  |
| Salvadè 40’ Pasteur II 85’ | Marcatori |  |

### Medaglia del Re

#### Quarti di finale
| Genova 2 febbraio 1902 Quarti di finale | Genoa     | 2 – 1 referto | Andrea Doria | Campo Sportivo di Ponte Carrega |
| \| \| \| \| \| ? \| Marcatori \| ? \|   |           |               |              |                                 |
|                                         |           |               |              |                                 |
| ?                                       | Marcatori | ?             |              |                                 |

#### Semifinale
| Arbitro: | Weber (Torino) |

|                                    |           |            |
| ? (aut.) 20’ Wade Negretti Colombo | Marcatori | 55’ Parodi |

## Statistiche

### Statistiche di squadra
| Competizione                    | Punti | In casa | In casa | In casa | In casa | In casa | In casa | In trasferta | In trasferta | In trasferta | In trasferta | In trasferta | In trasferta | Totale | Totale | Totale | Totale | Totale | Totale | DR |
| Competizione                    | Punti | G       | V       | N       | P       | Gf      | Gs      | G            | V            | N            | P            | Gf           | Gs           | G      | V      | N      | P      | Gf     | Gs     | DR |
| ------------------------------- | ----- | ------- | ------- | ------- | ------- | ------- | ------- | ------------ | ------------ | ------------ | ------------ | ------------ | ------------ | ------ | ------ | ------ | ------ | ------ | ------ | -- |
| Campionato Italiano di Football | 8     | 3       | 3       | 0       | 0       | 7       | 1       | 1            | 1            | 0            | 0            | 4            | 3            | 4      | 4      | 0      | 0      | 11     | 4      | +7 |
| Medaglia del Re                 | -     | 1       | 1       | 0       | 0       | 2       | 1       | 1            | 0            | 0            | 1            | 1            | 4            | 2      | 1      | 0      | 1      | 3      | 5      | -2 |
| Totale                          | 8     | 4       | 4       | 0       | 0       | 9       | 1       | 2            | 2            | 0            | 1            | 5            | 7            | 6      | 5      | 0      | 1      | 14     | 9      | +5 |

### Statistiche dei giocatori
| Giocatore      | Campionato Italiano di Football | Campionato Italiano di Football |
| Giocatore      | Presenze                        | Reti                            |
| -------------- | ------------------------------- | ------------------------------- |
| J. W. Agar     | 3                               | 0                               |
| H. Bayon       | 0                               | 0                               |
| Bella          | 0                               | 0                               |
| S. P. Bertollo | 0                               | 0                               |
| G. Bocciardo   | 0                               | 0                               |
| A. Cartier II  | 4                               | 0                               |
| F. D'Amato     | 0                               | 0                               |
| H. Dapples     | 2                               | 0                               |
| E. De Galleani | 0                               | 0                               |
| A. Delamare    | 2                               | 0                               |
| G. Fawcus      | 0                               | 0                               |
| G. Foffani     | 0                               | 0                               |
| F. Ghigliotti  | 2                               | 0                               |
| V. A. Goetzlof | 0                               | 0                               |
| A. Parodi      | 0                               | 0                               |
| H. Passadoro   | 4                               | 0                               |
| E. Pasteur I   | 4                               | 0                               |
| E. Pasteur II  | 4                               | 3                               |
| P. Rossi       | 4                               | 0                               |
| A. Salvadè     | 4                               | 2                               |
| O. Schöller    | 1                               | 0                               |
| K. Senft       | 4                               | 2                               |
| J. Spensley    | 4                               | -4                              |